# Austin O'Brien
Austin Taylor O'Brien (11 de mayo de 1981) es un actor estadounidense de Eugene, Oregon. Puede ser más conocido por su película con Arnold Schwarzenegger Last Action Hero, seguido como Nick Zsigmond en My Girl 2, y una parte en The Lawnmower Man y su secuela.
O'Brien es el hijo de Valerian O'Brien y el actor Trever O'Brien.

## Filmografía
| Año  | Título                  | Papel                | Notas                                                               |
| ---- | ----------------------- | -------------------- | ------------------------------------------------------------------- |
| 1992 | The Lawnmower Man       | Peter Parkette       |                                                                     |
| 1993 | Last Action Hero        | Danny Madigan        |                                                                     |
| 1993 | Prehysteria!            | Jerry                |                                                                     |
| 1994 | My Girl 2               | Nick Zsigmond        |                                                                     |
| 1995 | Apollo 13               | Whiz Kid             |                                                                     |
| 1995 | The Baby-Sitters Club   | Logan Bruno          |                                                                     |
| 1995 | ER                      | Kyle Kazlaw          | Episodio: "The Secret Sharer"                                       |
| 1996 | El cortador de césped 2 | Peter Parkette       |                                                                     |
| 1996 | Home of the Brave       | Joshua 'Josh' Greene | Película de televisión                                              |
| 1996 | Promised Land           | Joshua 'Josh' Greene | 1996-1999 (67 Episodios)                                            |
| 1996 | Touched by an Angel     | Joshua 'Josh' Greene | Episodio: "Promised Land"                                           |
| 1997 | Touched by an Angel     | Joshua 'Josh' Greene | Episodio: "Amazing Grace: Part 1" Episodio: "Amazing Grace: Part 2" |
| 1998 | Touched by an Angel     | Joshua 'Josh' Greene | Episodio: "Vengeance Is Mine: Part 1"                               |
| 1998 | Only Once               | Greg                 |                                                                     |
| 2001 | Spirit                  | Cole                 | Película de televisión                                              |
| 2004 | Runaways                | Steve                |                                                                     |
| 2007 | A Christmas Too Many    | Jack                 | Vídeo                                                               |
| 2008 | Bones                   | Jimmy Grant          | Episodio: "The Baby in the Bough"                                   |
| 2009 | Helix                   | Jae                  |                                                                     |
| 2009 | Bounty                  | Jake                 |                                                                     |
| 2009 | This Is the Place       | Simon                |                                                                     |
| 2010 | Rain from Stars         | Young Edward         | Posproducción                                                       |
| 2011 | Defining Moments        | Allan                |                                                                     |